# Münchehofe
Münchehofe là một đô thị thuộc huyện Dahme-Spreewald, bang Brandenburg, Đức. Đô thị Münchehofe có diện tích 61,87 km², dân số thời điểm 31 tháng 12 năm 2006 là 528 người.